# Subligny (Cher)
Subligny település Franciaországban, Cher megyében. Lakosainak száma 337 fő (2022. január 1.). Subligny Assigny, Jars, Menetou-Râtel, Sainte-Gemme-en-Sancerrois, Savigny-en-Sancerre és Sury-en-Vaux községekkel határos.

## Népesség
A település népessége az elmúlt években az alábbi módon változott:
| Lakosok száma | 405  | 348  | 320  | 347  | 342  | 344  | 341  | 337  | 337  | 337  |
|               | 1968 | 1982 | 1990 | 2006 | 2013 | 2015 | 2017 | 2019 | 2020 | 2022 |